# Caroline Champetier
Caroline Champetier (* 16. července 1954 Paříž) je francouzská kameramanka.
Od roku 1979, kdy zahájila svou kariéru krátkým filmem Fred Brauner préfère la bière, natočila více než stovku filmů a spolupracovala s režiséry jako Xavier Beauvois, Leos Carax, Jacques Doillon, Philippe Garrel a Jean-Luc Godard. Prvním celovečerním filmem, který natočila, byla Celá noc Chantal Akermanové.
V několika filmech měla rovněž malé herecké role a několik snímků také režírovala; patří mezi ně mimo jiné krátké filmy Le sommeil d'Adrien (1991) a Marée haute (1999), jedna část série 3000 scénarios contre un virus (1994), eponymní televizní film o malířce Berthe Morisotové (2012) a dokument o kameramanovi Bruno Nuyttenovi.
V letech 2009 až 2012 byla prezidentkou Francouzské asociace kameramanů. Pětkrát byla nominována na Césara pro nejlepší kameru (2011, 2013, 2017, 2018, 2022), přičemž svou první nominaci proměnila ve vítězství. S hercem Louis-Do de Lencquesaingem má dceru, herečku Alici.

## Filmografie (výběr)
- Celá noc (1982)
- Pěstuj si pravačku (1987)
- La bande des quatre (1988)
- Puissance de la parole (1988)
- J'entends plus la guitare (1991)
- La sentinelle (1992)
- Hélas pour moi (1993)
- Nezapomeň, že zemřeš (1995)
- Samotná (1995)
- Ponette (1996)
- Alice a Martin (1998)
- Le Vent de la nuit (1999)
- Taková láska (2001)
- Tak za chvilku (2004)
- Terre promise (2004)
- Komisař (2005)
- Zabiják (2007)
- Tokio! (2008)
- Nanajomači (2008)
- Villa Amalia (2009)
- O bozích a lidech (2010)
- Le Mariage à trois (2010)
- Sport de filles (2011)
- Holy Motors (2012)
- Hannah Arendt (2012)
- Cena slávy (2014)
- Nevinné (2016)
- Dopisy z fronty (2017)
- Annette (2021)
- Les damnés ne pleurent pas (2022)
- Par coeurs (2022)